# Schlossgut Iglhof

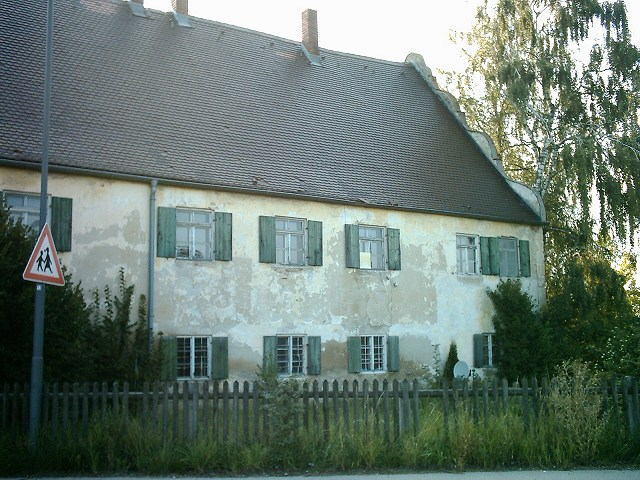
Schlossgut Iglhof

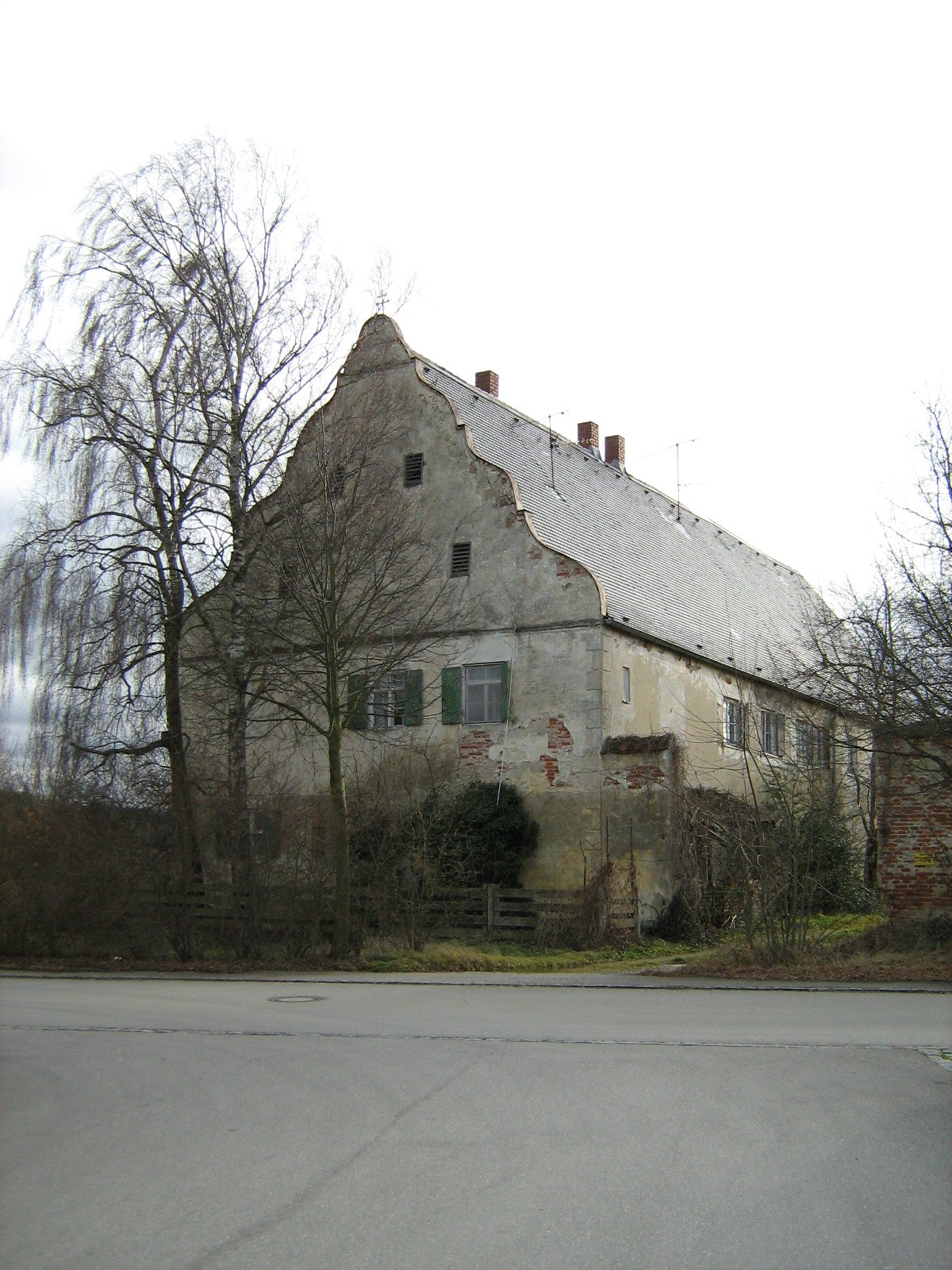
Schlossgut Iglhof (Ostgiebel)

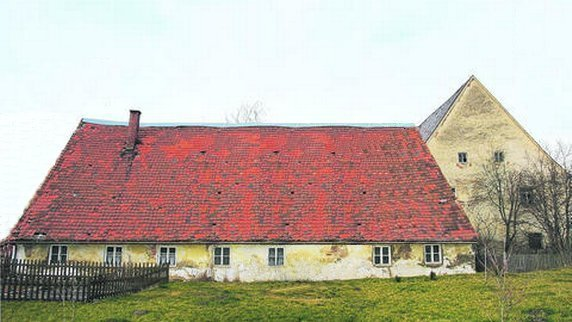
Langhaus, 2007 abgebrochen

Das Schlossgut Iglhof ist ein ehemaliger Gutshof in Iglbach, einem Gemeindeteil von Affing im schwäbischen Landkreis Aichach-Friedberg in Bayern. Das Gebäude ist ein geschütztes Baudenkmal.

## Geschichte
Das Schlossgut wird 1126 erstmals urkundlich erwähnt. Es wurde im Dreißigjährigen Krieg zerstört und danach wieder aufgebaut. Von 1750 bis 1816 besaßen die Freiherren von Leyden das Schlossgut, danach ging es zusammen mit dem Schloss Affing in den Besitz der Freiherren von Gravenreuth über. Im März 2007 wurde das ehemalige Langhaus abgebrochen. 2010 wurde vorgeschlagen, den Iglhof zu retten und als Rathaus zu nutzen.

## Architektur
Der heutige zweigeschossige Satteldachbau mit geschwungenem Ostgiebel wurde vermutlich im ausgehenden 17. Jahrhundert errichtet. Das Wirtschaftsgebäude (Langhaus) mit nur einem Erdgeschoss besaß ein Greddach.